# ティベスティ山地

ティベスティ山地に住む民族（フランス語）

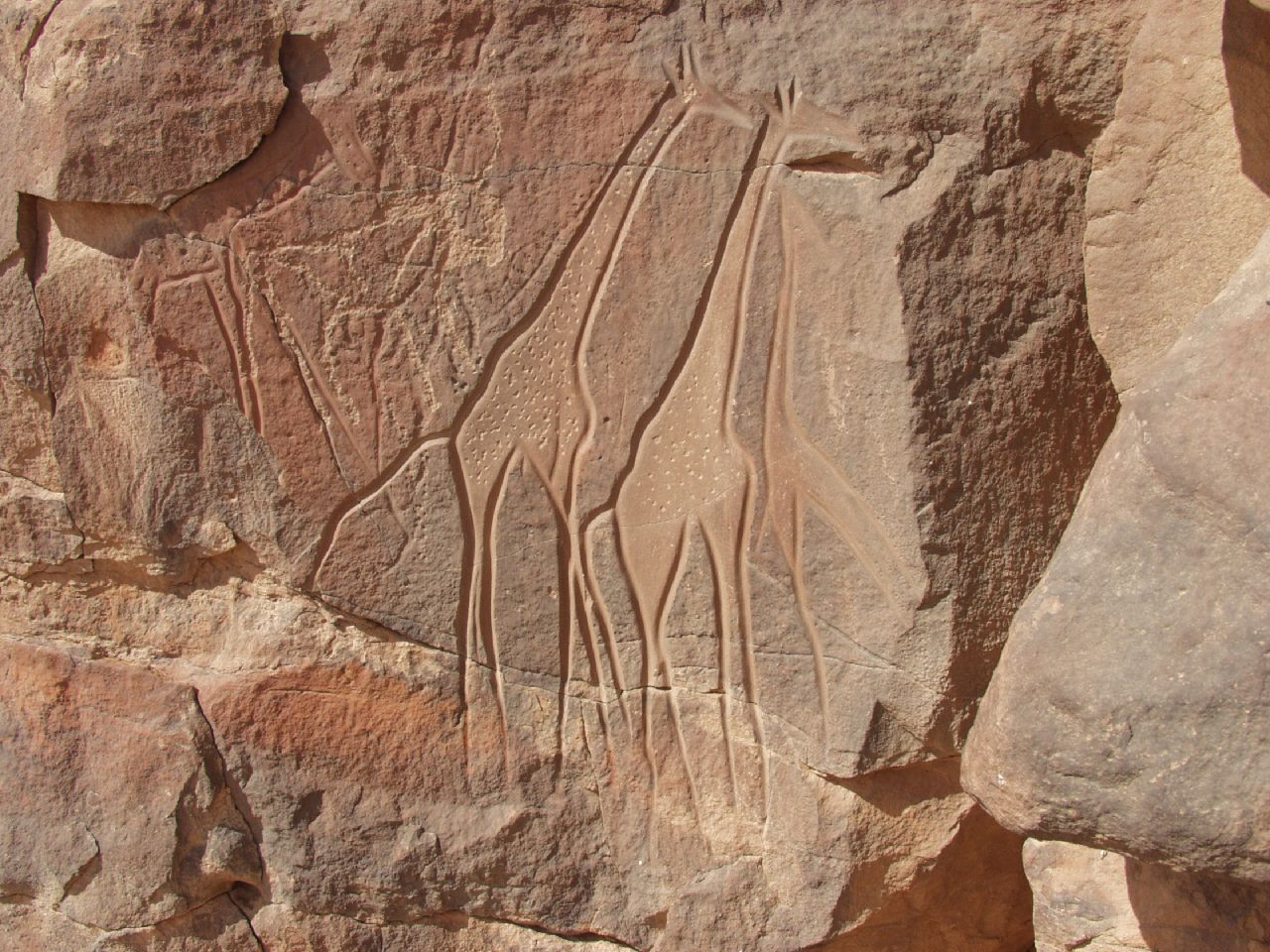
フェザーンの岩絵

ティベスティ山地（ティベスティさんち、Tibesti Massif）とはチャド北部とリビア南部のサハラ砂漠内に存在する山地。死火山。サハラ砂漠の最高地点のエミクーシ山（3415m）や、トゥシデ山（3315m）など複数の3000m級の高峰を持つ。
名前はカヌリ語で「山の民が住む場所」という意味から来ているが、それぞれの山や地名は、アラビア語やテダ語など多くの民族の語が付けられている。
- トゥシデ山（英語版）、タルソ・ユガ（英語版）、ターソブーン、Tarso Toon（英語版）などの火山がある。これらの山が漸新世に噴火したことから山脈が形成された。
- ビクー・ビティ - ティベスティ山地にあるリビア最高峰。
- トゥルーオナトロン（英語版） - ティベスティ山脈にあるトゥシデ火山のふもとにあるカルデラ。
- トゥブ族（英語版）(テブ族)